# Ópera y drama

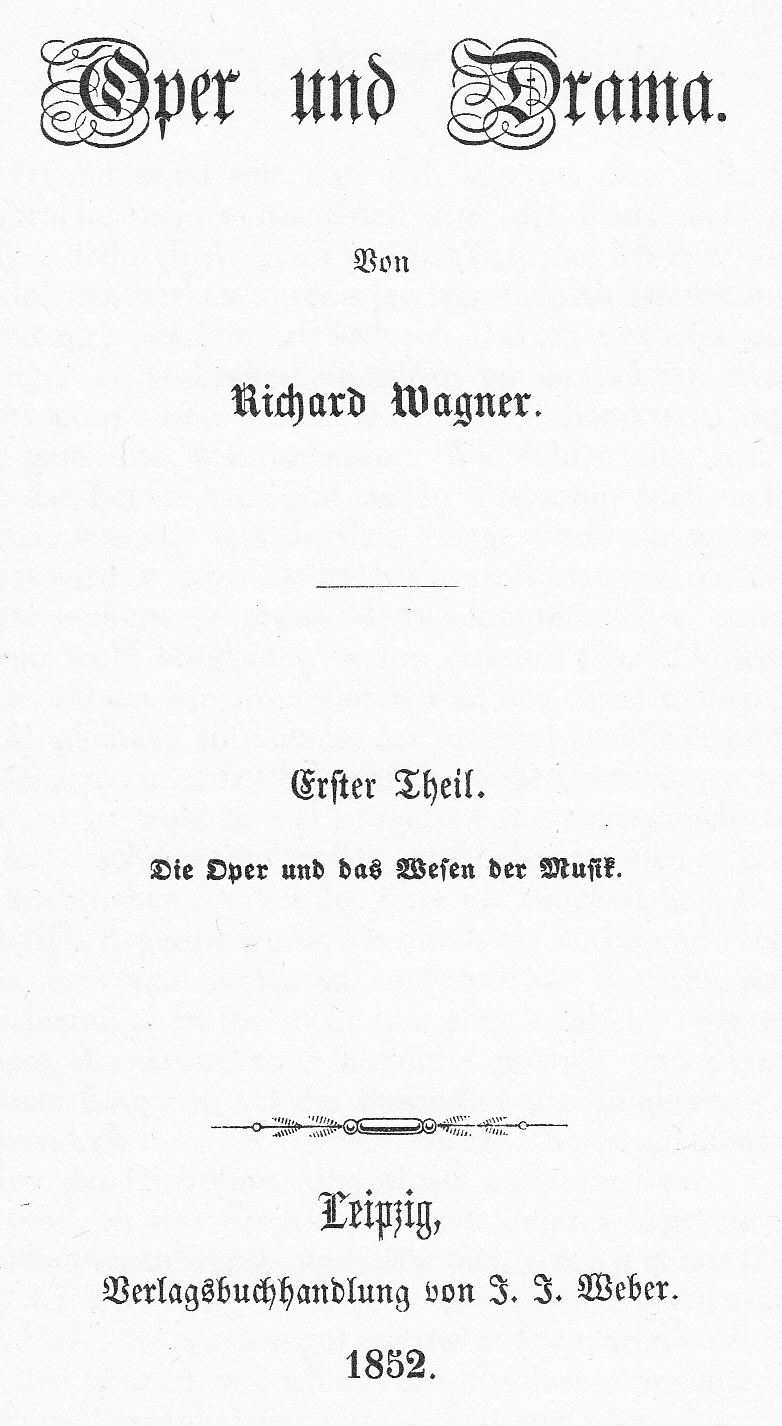
Portada de la primera edición.

Ópera y drama (en alemán: Oper und Drama) es un largo ensayo escrito por Richard Wagner en 1851 para establecer sus ideas sobre las características ideales de la ópera como arte. Junto con otros ensayos, pertenece al periodo en el que el compositor intentaba explicar y reconciliar las ideas artísticas, en una época en la que estaba trabajando en los libretos, y después la música, de su tetralogía El anillo del nibelungo.

## Antecedentes
Ópera y drama es la obra literaria más larga de Wagner, excepto su autobiografía Mein Leben, y quizás la mejor descrita por la palabra «tratado», como sugiere su traductor al inglés W. Ashton Ellis. El ensayo sigue sus primeros escritos del periodo 1849-1850: en particular Arte y revolución (1849), que mostraba los ideales del compositor para una obra de arte que sería apropiada para su sociedad ideal; La obra de arte del futuro (1849), que estableció sus ideas para el drama musical; y El judaísmo en la música (1850), que (entre otras cuestiones) denunciaba severamente el comercialismo en el arte.
Wagner escribió todo el ensayo en Zúrich en cuatro meses entre octubre de 1850 y enero de 1851. Se realizaron lecturas públicas de sus largos extractos en dicha ciudad a comienzos de 1851, con una dedicatoria a Theodor Uhlig. Monatschrift, una revista intelectual, publicó partes del ensayo, que fue publicado por completo en Leipzig a finales de ese año. En 1868, apareció una segunda edición, con una dedicatoria al nacionalista alemán Constantin Frantz.

## Análisis

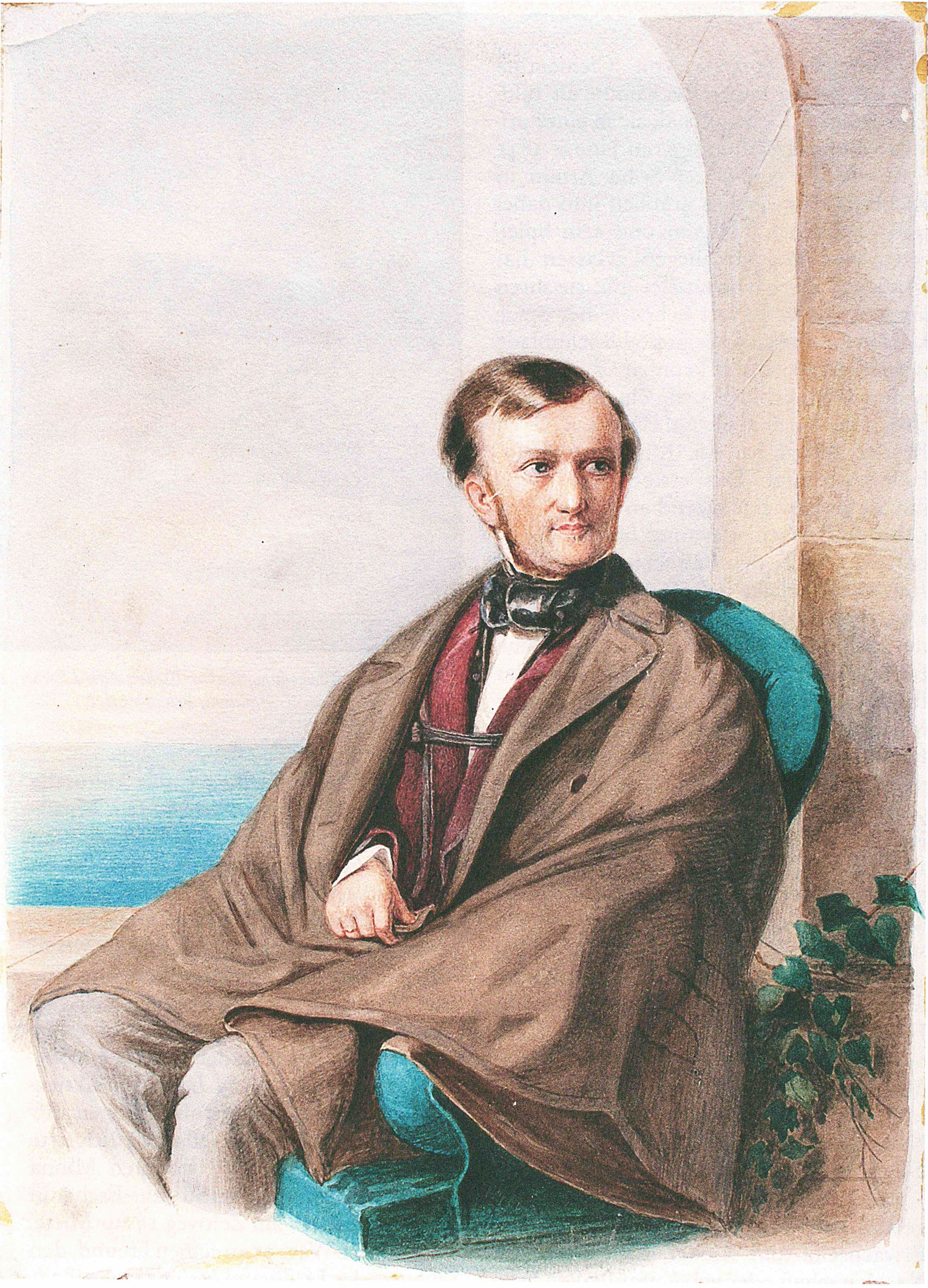
Richard Wagner en 1853.

Ópera y drama se divide en tres partes. La primera de ellas, «Ópera y la naturaleza de la música», es un extenso ataque a la ópera contemporánea, con significativos ataques a Rossini y Meyerbeer, a quienes Wagner catalogó como traidores al arte por el reconocimiento público y el sensacionalismo. En esta sección, el compositor hizo su famoso alegato contra los «efectos sin causas» de las óperas de Meyerbeer. 
La segunda parte, «El teatro y la naturaleza de la poesía dramática» es la consideración más extensa del compositor del papel desempeñado por la poesía en el idealizado drama musical del compositor.
La última sección, «Las artes de la poesía y la melodía en el drama del futuro», ofrece una síntesis del drama musical ideal como un todo —un ideal  que, sin embargo, Wagner se vio obligado a transgredir para conseguir el éxito en sus últimas obras.

## Importancia
Curt von Westernhagen, experto en el compositor, identificó tres problemas importantes que son tratados en el ensayo y que fueron particularmente relevantes en los desarrollos operísticos del propio Wagner: el problema de unificación del verso con la melodía; los problemas causados por las arias formales en la estructura dramática y la forma en la que la música operística podía ser organizada en una base de crecimiento organizativo diferente y modulación; y la función de los motivos musicales en la vinculación de elementos de la trama cuyas conexiones de otro modo podrían ser explícitas (que sería conocida como técnica del leitmotiv, aunque el propio Wagner no usara dicha palabra).